# Kapdoktor

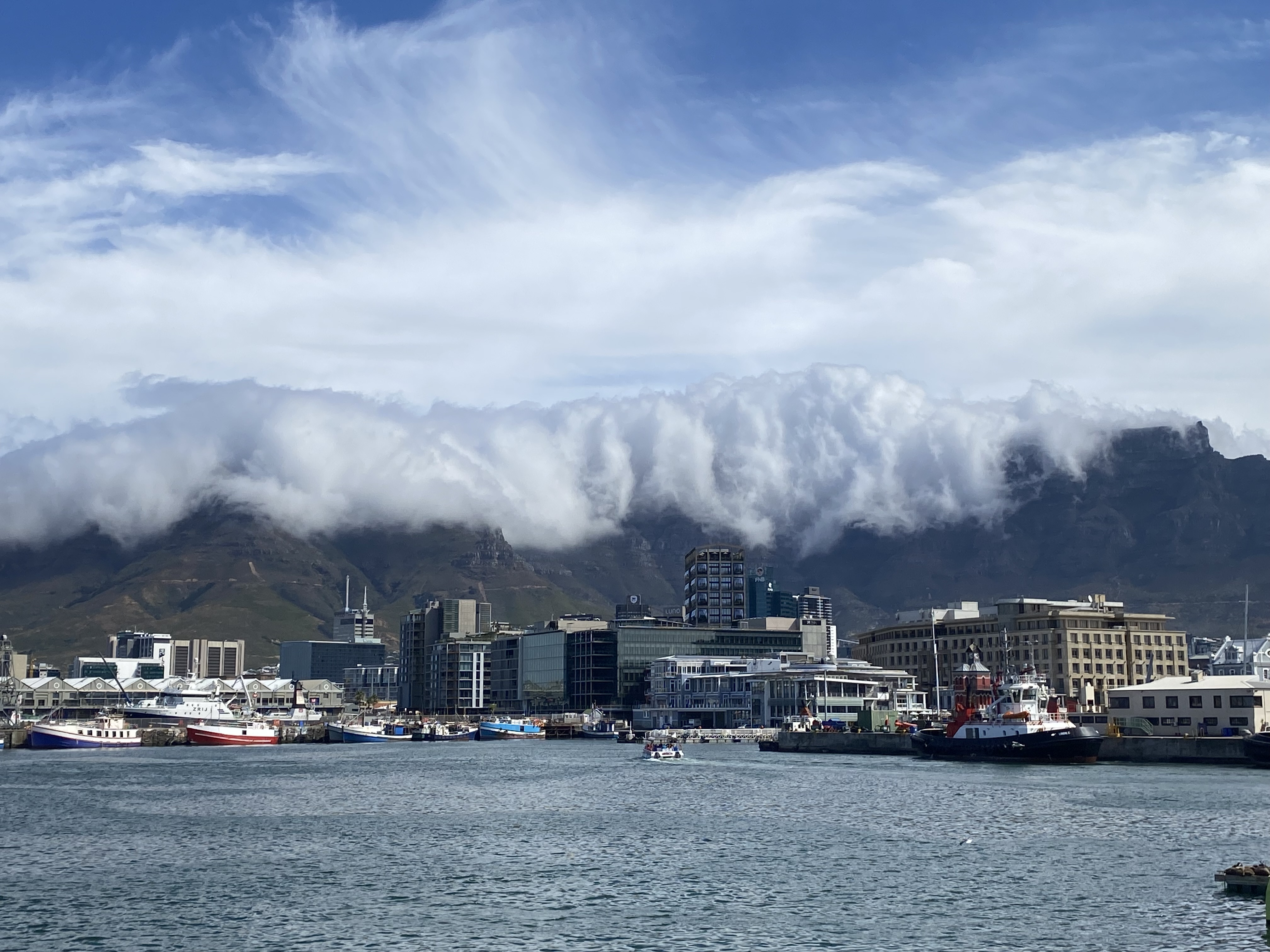
Das „Tischtuch-Phänomen“ am Tafelberg zu Kapstadt.

Der Kapdoktor (englisch The Cape Doctor, auch: South Easter) ist ein Wind in der Umgebung von Kapstadt in Südafrika. Er wirkt ähnlich wie der Föhn als Fallwind und ist mild und trocken. Dieser zu den Passatwinden zählende Wind weht meist aus Südosten, sehr konstant und gelegentlich böig. Hauptsächlich tritt der Kapdoktor während der Sommermonate der Südhalbkugel, beginnend von August/September bis März/April, auf.

## Das Phänomen in Bezug auf den Menschen
Die Bewohner Kapstadts nennen den Wind wegen seiner reinigenden Wirkung auf die Stadtluft „Kapdoktor“.
Weil Einheimische und Touristen oft die durch den Kapdoktor bedingte Witterung auf dem Tafelberg unterschätzen, kommt es auf dem Massiv jährlich zu Todesfällen. Der South-Easter drückt die Wolken derart auf das Plateau, sodass nur einige wenige Meter Sichtweite bestehen und ein Abstieg unmöglich wird. Die Möglichkeit zu erfrieren hingegen ist gegeben.
Bringt der Kapdoktor Regen mit, wird er zum Black-South-Easter. Dieser Wetterumschwung war 1981 für die Flut von Laingsburg, einer Stadt in der Provinz Westkap, verantwortlich.

## Entstehung und Wirkungen
An vielen Sommertagen überlappt die Wolkendecke den nördlichen Steilrand des Tafelbergmassivs. Die starke Sonneneinwirkung dieser Jahreszeit verursacht einen thermodynamischen Aufstiegseffekt von Luftmassen über dieser Gebirgsstruktur. Die damit verbundene Sogwirkung zieht mit dem South-Easter-Wind feucht-warme Luftmassen vom Indischen Ozean über die False Bay heran. Im Kontakt mit dem Tafelberg (bis 1085 m hoch) ereignet sich eine adiabatischen Abkühlung um einen Gradienten von 5 bis 6 K. Bei einer Höhe von etwa 700 m kommt es zur Unterschreitung des Taupunktes und die zur Wolkenbildung führende Kondensation beginnt. Es bildet sich die etwa 600 m mächtige Wolkendecke, die nun am Steilhang über dem Stadtgebiet einen Fallwind hin zum Atlantik und das Erscheinungsbild einer weißen „Decke“ erzeugt. Bei der Höhe von etwa 700 m löst sie sich wieder auf. Ein ähnlicher Vorgang vollzieht sich im Osten der False Bay über dem Kogelberg.
Der Fallwind bläst die Emissionen der Industrie und des Autoverkehrs auf das Meer hinaus. Dabei sehen die vom Tafelberg fallenden Wolken von Weitem so dicht aus, als könne man sie mit einem Schwung wegziehen.  Das sogenannte Tablecloth (deutsch: „Tafeltuch“) kam so zu seinem Namen.